# Firew Solomon
Firew Solomon (Auasa, 19 settembre 1992) è un calciatore etiope, attaccante del Sidama Coffee e della nazionale etiope.

## Carriera

### Club
Ha giocato nella prima divisione etiope.

### Nazionale
Debutta con la nazionale etiope il 7 giugno 2015 in occasione dell'amichevole persa 1-0 contro lo Zambia.
Il 23 dicembre 2021 viene incluso nella lista finale per la Coppa delle nazioni africane 2021.

## Statistiche
Statistiche aggiornate all'8 gennaio 2022.

### Cronologia presenze e reti in nazionale
| Cronologia completa delle presenze e delle reti in nazionale ― Etiopia | Cronologia completa delle presenze e delle reti in nazionale ― Etiopia | Cronologia completa delle presenze e delle reti in nazionale ― Etiopia | Cronologia completa delle presenze e delle reti in nazionale ― Etiopia | Cronologia completa delle presenze e delle reti in nazionale ― Etiopia | Cronologia completa delle presenze e delle reti in nazionale ― Etiopia | Cronologia completa delle presenze e delle reti in nazionale ― Etiopia | Cronologia completa delle presenze e delle reti in nazionale ― Etiopia |
| Data                                                                   | Città                                                                  | In casa                                                                | Risultato                                                              | Ospiti                                                                 | Competizione                                                           | Reti                                                                   | Note                                                                   |
| ---------------------------------------------------------------------- | ---------------------------------------------------------------------- | ---------------------------------------------------------------------- | ---------------------------------------------------------------------- | ---------------------------------------------------------------------- | ---------------------------------------------------------------------- | ---------------------------------------------------------------------- | ---------------------------------------------------------------------- |
| 7-6-2015                                                               | Addis Abeba                                                            | Etiopia                                                                | 0 – 1                                                                  | Zambia                                                                 | Amichevole                                                             | -                                                                      | 46’                                                                    |
| 21-6-2015                                                              | Bahar Dar                                                              | Etiopia                                                                | 2 – 0                                                                  | Kenya                                                                  | Qual. CHAN 2016                                                        | -                                                                      | 39’                                                                    |
| 25-10-2015                                                             | Addis Abeba                                                            | Etiopia                                                                | 3 – 0                                                                  | Burundi                                                                | Qual. CHAN 2016                                                        | -                                                                      | 75’                                                                    |
| 19-8-2017                                                              | Al-Ubayyid                                                             | Sudan                                                                  | 1 – 0                                                                  | Etiopia                                                                | Qual. CHAN 2018                                                        | -                                                                      |                                                                        |
| 5-11-2017                                                              | Addis Abeba                                                            | Etiopia                                                                | 2 – 3                                                                  | Ruanda                                                                 | Qual. Qual. CHAN 2018                                                  | -                                                                      | 72’                                                                    |
| 12-11-2017                                                             | Kigali                                                                 | Ruanda                                                                 | 0 – 0                                                                  | Etiopia                                                                | Qual. CHAN 2018                                                        | -                                                                      | 60’                                                                    |
| 10-12-2017                                                             | Kakamega                                                               | Etiopia                                                                | 1 – 1                                                                  | Uganda                                                                 | Coppa CECAFA 2017 - 1º turno                                           | -                                                                      |                                                                        |
| 11-11-2021                                                             | Soweto                                                                 | Etiopia                                                                | 1 – 1                                                                  | Ghana                                                                  | Qual. Mondiali 2022                                                    | -                                                                      | 75’                                                                    |
| 14-11-2021                                                             | Harare                                                                 | Zimbabwe                                                               | 1 – 1                                                                  | Etiopia                                                                | Qual. Mondiali 2022                                                    | -                                                                      | 80’                                                                    |
| 9-1-2022                                                               | Yaoundé                                                                | Etiopia                                                                | 0 – 1                                                                  | Capo Verde                                                             | Coppa d'Africa 2021 - 1º turno                                         | -                                                                      | 62’                                                                    |
| 13-1-2022                                                              | Yaoundé                                                                | Camerun                                                                | 4 – 1                                                                  | Etiopia                                                                | Coppa d'Africa 2021 - 1º turno                                         | -                                                                      | 46’                                                                    |
| Totale                                                                 |                                                                        | Presenze                                                               | 12                                                                     |                                                                        | Reti                                                                   | 0                                                                      |                                                                        |